# Загорье (Красноярский край)
Загорье — посёлок в Курагинском районе Красноярского края. Входит в состав Детловского сельсовета. Выделен в 1989 году из Марининского сельсовета.

## История
В 1976 г. Указом Президиума ВС РСФСР посёлок фермы № 5 Курагинского молсовхоза переименован в Загорье.

## Население
| 2010 |
| ---- |
| 65   |